# 時中駅
時中駅（シジュンえき、朝鮮語: 시중역）は朝鮮民主主義人民共和国慈江道時中郡にある駅で、満浦線に属する。 

## 隣の駅
満浦線
安賛駅 - 時中駅 - 乾下駅